# Ernest Wilford
Ernest Lee Wilford, Jr. (* 14. Januar 1979 in Richmond, Virginia) ist ein ehemaliger US-amerikanischer American-Football-Spieler. Er spielte den Großteil seiner Karriere auf der Position des Wide Receivers für die Jacksonville Jaguars in der National Football League (NFL).

## NFL

### Jacksonville Jaguars
Wilford wurde im NFL Draft 2004 in der vierten Runde von den Jacksonville Jaguars ausgewählt. Sein erfolgreichstes Jahr konnte er 2005 verbuchen, als er 41 Passfänge für 681 Yards und 7 Touchdowns schaffte.

### Miami Dolphins
Zur Saison 2008 wechselte er zu den Miami Dolphins, wo er zum Tight End umtrainiert wurde. Dort spielte er in sieben Spielen, in denen er 3 Pässe für 25 Yards fing, bevor er am 24. August 2009 entlassen wurde.

### Jacksonville Jaguars
Am 25. August 2009 verpflichteten ihn die Jaguars erneut. Hier wurde er nur noch als Ersatzspieler eingesetzt. Am 22. Februar 2010 verlängerten die Jaguars den Vertrag von Wilford um ein Jahr. Am 4. September 2010 wurde er von den Jaguars entlassen, jedoch am 16. September 2010 wiederverpflichtet. In der Saison 2010 nahm er nur an zwei Spielen teil, bevor er am 27. September 2010 entlassen wurde.

## Nach der Karriere
An seinem 32. Geburtstag wurde er verhaftet, nachdem er eine Kellnerin sexuell belästigte und sich einer Verhaftung widersetzte, weshalb gegen ihn auch Elektroimpulswaffen eingesetzt wurden.
Seit dem 11. April 2016 arbeitet er als Polizist für das Jacksonville Sheriff’s Office.